# Casa del 203 de la calle 29
La Casa del 203 de la calle 29 (en inglés: House at 203 East 29th Street) es una casa histórica ubicada en Nueva York, Nueva York. La Casa del 203 de la calle 29 se encuentra inscrita  en el Registro Nacional de Lugares Históricos desde el 8 de julio de 1982. 

## Ubicación
La Casa del 203 de la calle 29 se encuentra dentro del condado de Nueva York en las coordenadas 40°44′33″N 73°58′49″O / 40.7425, -73.980278.